# Geograf (Vermeer)
Geograf (nizozemsko De geograaf) je slika, ki jo je ustvaril nizozemski umetnik Jan Vermeer van Delft v letih 1668–1669 in je zdaj v zbirki muzeja Städel v Frankfurtu v Nemčiji. Tesno je povezana z Vermeerjevim Astronomom, na primer z uporabo istega modela v isti obleki, in je včasih veljala za par k njej. Študija iz leta 2017 je pokazala, da je platno za obe deli narejeno iz istega materiala.

## Opis
To je ena od le treh slik, ki jih je Vermeer podpisal in datiral (drugi dve sta Astronom in Zvodnica).
Geograf, oblečen v haljo v japonskem slogu, ki je bila takrat priljubljena med učenjaki, je prikazan kot »nekdo, ki ga vznemirja intelektualno raziskovanje«, s svojo aktivno držo, prisotnostjo zemljevidov, grafikonov, globusa in knjig, pa tudi ločnice, ki jih drži v desni roki, pravi Arthur K. Wheelock Jr. »Energija na tej sliki […] se prenaša predvsem skozi postavo figure, množico predmetov na levi strani kompozicije in zaporedje diagonalnih senc na steni na desni.«
Vermeer je na sliki naredil več sprememb, ki povečajo občutek energije na sliki: moška glava je bila prvotno v drugačnem položaju na levi strani, kjer jo gledalec zdaj vidi, kar kaže, da je moški morda gledal navzdol, namesto da bi gledal skozi okno; šestilo, ki ga drži v roki, je bilo prvotno navpično, ne vodoravno; list papirja je bil prvotno na majhnem stolčku spodaj desno in z njegovo odstranitvijo je to območje verjetno postalo temnejše.
Podrobnosti moškega obraza so rahlo zamegljene, kar kaže na gibanje (tudi značilnost Vermeerjeve Gospodarice in Služkinje), pravi Serena Carr. Njegove oči so zožene, morda škili na sončni svetlobi ali znak intenzivnega razmišljanja. Carr trdi, da slika prikazuje 'blisk navdiha' ali celo 'razodetje'. Odgrnjena zavesa na levi in položaj orientalske preproge na mizi – potisnjena nazaj – sta simbola razodetja. »Knjigo prime, kot da bi jo hotel pograbiti, da bi potrdil svoje ideje.«
Globus je leta 1618 v Amsterdamu izdal Jodocus Hondius. Zemeljski in nebesni globus so običajno prodajali skupaj, nebesni globus v Astronomu pa je bil »prav tako Hondius (Hendrick in ne Judocus)«, kar je še en znak, da sta bili sliki ustvarjeni kot par, pravi Cant. Globus je obrnjen proti Indijskemu oceanu, kjer je takrat delovala Nizozemska vzhodnoindijska družba. Vermeer je uporabil tehniko impasta za nanos pikic pointillé, ne da bi označil svetlobo, ki se močneje odseva na določenih točkah, ampak da bi poudaril dolgočasno oker kartušo 'okvir', natisnjen na globusu. Ker je globus mogoče prepoznati, vemo, da okrasna kartuša vključuje prošnjo za informacije za prihodnje izdaje - kar odraža temo razodetja na sliki.
Kartografski predmeti, ki obkrožajo človeka, so nekateri od dejanskih predmetov, ki bi jih imel geograf: globus, delilniki, ki jih človek drži, križna palica (obešena na sredinski drog okna), ki se uporablja za merjenje kota nebesnih teles, kot je Sonce ali zvezde in karta, ki jo človek uporablja in ki se po mnenju enega učenjaka, Jamesa A. Weluja, zdi pomorska karta na pergamentu. Pomorska karta na steni »vse morske obale Evrope« je bila identificirana kot tista, ki jo je objavil Willem Jansz Blaeu. Ta natančnost nakazuje, da je imel Vermeer vir, ki je bil seznanjen s poklicem. Astronom, za katerega se zdi, da tvori par s to sliko, kaže podobno, prefinjeno poznavanje kartografskih instrumentov in knjig ter istega mladeniča, modeliranega za oba. Ta človek sam je morda bil vir Vermeerjevega pravilnega prikaza geodetskih in geografskih instrumentov in morda njegovega znanja o perspektivi.
Wheelock in drugi trdijo, da je bil model/vir verjetno Antonie van Leeuwenhoek (1632–1723), Vermeerjev sodobnik, ki je bil tudi rojen v Delftu. Družini obeh mož sta se ukvarjali s tekstilom in obe družini sta se močno zanimali za znanost in optiko. Van Leeuwenhoek je bil po smrti 'mikroskopist' opisan kot tako spreten v »navigaciji, astronomiji, matematiki, filozofiji in naravoslovju ... da ga lahko zagotovo uvrstimo med najuglednejše mojstre umetnosti.« Druga slika van Leeuwenhoeka (delftskega umetnika Jana Verkolja) približno 20 let pozneje prikazuje širok obraz in raven nos, podoben Vermeerjevemu modelu. V času, ko je Vermeer naslikal obe deli, bi bil znanstvenik star približno 36 let. Aktivno se je učil za izpit za geodeta, ki ga je opravil 4. februarja 1669. Ni dokumentarnih dokazov o kakršni koli zvezi med obema možema v času Vermeerjevega življenja, čeprav je bil leta 1676 van Leeuwenhoek imenovan za skrbnika Vermeerja posestvo.
Po Lawrenceu Gowingu je položaj figure na Vermeerjevi sliki »natančno enak položaju Fausta na Rembrandtovi znameniti jedkanici« (čeprav je obrnjena v nasprotno smer). Podobne ureditve lahko najdemo na risbah Nicolaesa Maesa.

## Izvor in razstave
Večji del zgodnje zgodovine slike (do leta 1797) je bila v lasti skupaj z Astronomom, ki mu je močno podobna, in obe sta dolgo veljali za par, čeprav njune mere niso enake. Slike niso bile med deli v Dissiusovi prodaji leta 1696, zbirki, ki je bila očitno prvotno v lasti umetnikovega domnevnega pokrovitelja Pietra van Ruijvena, najzgodnejši zapis o sliki je iz leta 1713. Do poznega 18. stoletja so bile napotene kot 'astrologi'. Par je skupaj prodal anonimni lastnik v Rotterdamu 27. aprila 1713 (št. 10 ali 11) za 300 florinov (»precejšnja vsota« po Wheelocku). Hendrik Sorgh, umetniški posrednik, je morda takrat kupil sliki. Bili sta med njegovimi predmeti, ko je umrl leta 1720, in obe sta bili prodani 28. marca istega leta v Amsterdamu (št. 3 ali 4 v prodaji; za 160 florinov; opisano kot 'Astrolog' in 'ponovitev'). Govert Looten, Sorghov sosed pri Keizersgrachtu v Amsterdamu, je kupil sliki, ki sta bili prodani iz njegove zapuščine 31. marca 1729 (ta slika je bila št. 6 in je šla za 104 florine, obe pa sta bili v katalogu opisani kot »vzvišeni in umetniško poslikani«). Jacob Crammer Simmonsz iz Amsterdama (1725–1778) je imel par pred letom 1778 in ju je obesil v svojem domu na Prinsengrachtu (Simonsz je imel v lasti tudi Čipkarico in še enega Vermeerja, zdaj neznanega, ki prikazuje damo, ki toči vino). Astronoma in Geografa je skupaj prodal 25. novembra istega leta hugenotskemu bankirju Jeanu Etiènnu Fizeauxu iz Amsterdama, ki je bil lastnik Geografa do svoje smrti leta 1780. Njegova vdova je imela delo v lasti morda do leta 1785. Od leta 1794 je bilo v lasti Jan Danser Nijman iz Amsterdama, ki jo je 16. avgusta 1797 prodal Christiaanu Josiju, založniku grafik, za 133 guldnov. Kasneje ga je kupil Arnoud de Lange iz Amsterdama. Ta transakcija je ločila obe sliki. De Lange ga je prodal 12. decembra 1803 za 360 florinov.
Nekaj pred letom 1821 je bila slika v lasti Johanna Golla van Franckensteina ml. iz Velzna in Amsterdama. Pieter Hendrick Goll van Franckenstein iz Amsterdama jo je imel v lasti pred letom 1832 in jo je 1. julija 1833 prodal za 195 florinov Nieuwenhuysu. Pred letom 1860 je bila v lasti Alexandra Dumonta iz Cambraija, ki jo je preko Thoré-Bũrgerja prodal Isaacu Pereireju iz Pariza, ki jo je imel v lasti do leta 1866. Prodana je bila 6. marca 1872. Lastnik slike je bil Max Kann iz Pariza, morda tisto leto, in je nekje pred letom 1877 prešla v roke princa Demidofa iz San Donata pri Firencah in ostala v njegovih rokah, dokler je ni prodal 15. marca 1880. A.J. Bosch je sliko prodal na Dunaju 28. aprila 1885 (za Õs 8000) Kohlbacherju, ta pa jo je prodal Städlu v Frankfurt.
Delo je bilo razstavljeno na retrospektivi Exposition, Tableaux anciens empruntés aux galeries particulières, ki je potekala v Palais des Champs-Elysées v Parizu, 1866; na razstavi Ouvrages de peinture exposés au profit de la colonization de l'Algérie par les Alsaciens-Lorrains, Palais de la Présidence du Corps législatif, Pariz, 1874; in Vermeer, oorsprong en involved. Fabritius, de Hooch, de Witte v muzeju Boijmans Van Beuningen v Rotterdamu, 1935.

## Sources
- Cant, Serena (2009). Vermeer and His World 1632–1675. Quercus. str. 126–129. ISBN 978-1-84866-001-4.
- Gowing, Lawrence (1970). Vermeer (2nd izd.). Berkeley and Los Angeles: University of California Press. str. 148–149. ISBN 0-520-21276-2.
- Wheelock, Arthur K. Jr. (1995). Johannes Vermeer. New Haven: Yale University Press. str. 170–174. ISBN 0-300-06558-2.
- Wheelock, Arthur K. Jr. (2000). The Public and the Private in the Age of Vermeer. Osaka. str. 190 – prek Essential Vermeer.